# Can Faras
Can Faras és un edifici aïllat al veïnat de Romanyà d'Empordà (municipi de Pontós, Alt Empordà) protegit com a bé cultural d'interès local.
Aquesta masia ha patit nombroses restauracions i s'hi ha afegit nous cossos, respecte a la construcció original. Destaca en una de les façanes laterals unes petites obertures com a finestres, però sobretot una torre que hi està adossada amb un arc de mig punt a on encara es conserva una roda que feia girar el mecanisme del trull de l'oli. A la part alta de la torre hi ha uns merlets triangulars. A la façana principal destaquen dos cossos amb dues alçades diferents, la més alta de les quals és una restauració feta en època moderna. El cos de menys alçada sí que manté elements originals, sobretot pel que fa al paredat i al ràfec fet amb ceràmica decorada i teules. La façana posterior té dos alçats diferents, ambdós amb coberta a dues aigües. Destaquen d'aquesta façana les finestres a la part superior i, sobretot, el cos avançat en un extrem de la façana amb un accés en arc rebaixat i dues finestres de mig punt al primer pis. La resta de la façana té un mur avançat amb terrassa com a coberta, que serveix d'eixida al primer pis d'aquesta façana posterior. Un arc de mig punt inscrit en aquest mur, serveix en l'actualitat com a garatge. Al costat d'aquest una construcció contemporània. L'altra façana lateral ens permet veure la construcció original i les restauracions posteriors. En destaca d'aquesta façana la galeria amb tres voltes en arc de mig punt, i les cobertes a dos vessants i a un vessant segons a quina part de la construcció. El porxo de la planta baixa, és també d'època contemporània.